# Budzyń
Budzyń (deutsch Budsin) ist eine Stadt im Powiat Chodzieski in Polens Woiwodschaft Großpolen. Der Ort ist Sitz einer Stadt-und-Land-Gemeinde.

## Geographische Lage
Die Stadt liegt in der historischen Region Posen, etwa  35 Kilometer südlich der Stadt Piła (Schneidemühl) und 65 Kilometer nördlich der Stadt Posen.

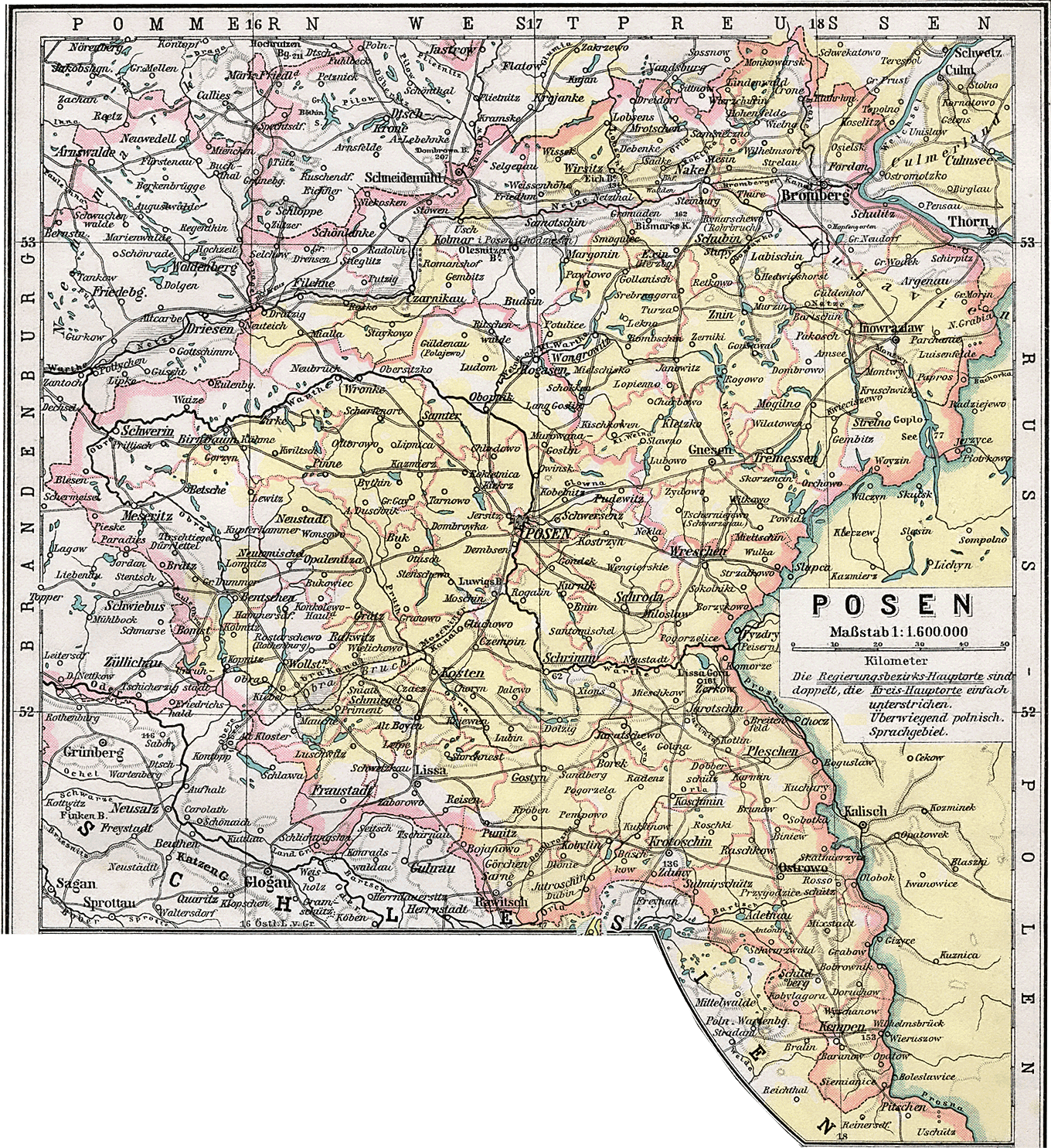
Budsin nördlich der Stadt Posen und südlich der Stadt Schneidemühl auf einer Landkarte der Provinz Posen von 1905 (gelb markierte Flächen kennzeichnen Gebiete mit seinerzeit mehrheitlich polnischsprachiger Bevölkerung)

## Geschichte

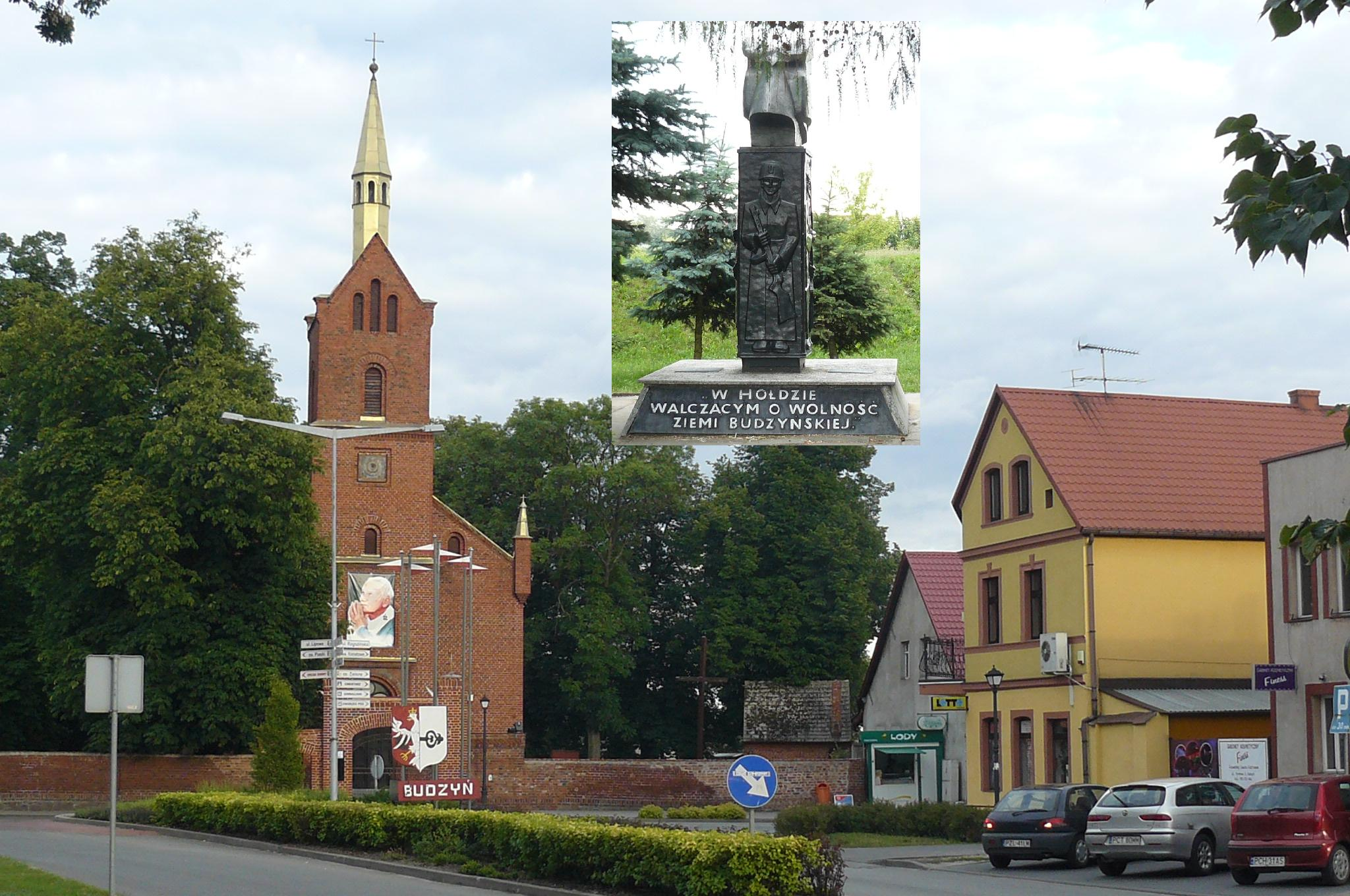
Häuser und Denkmal im Ortszentrum

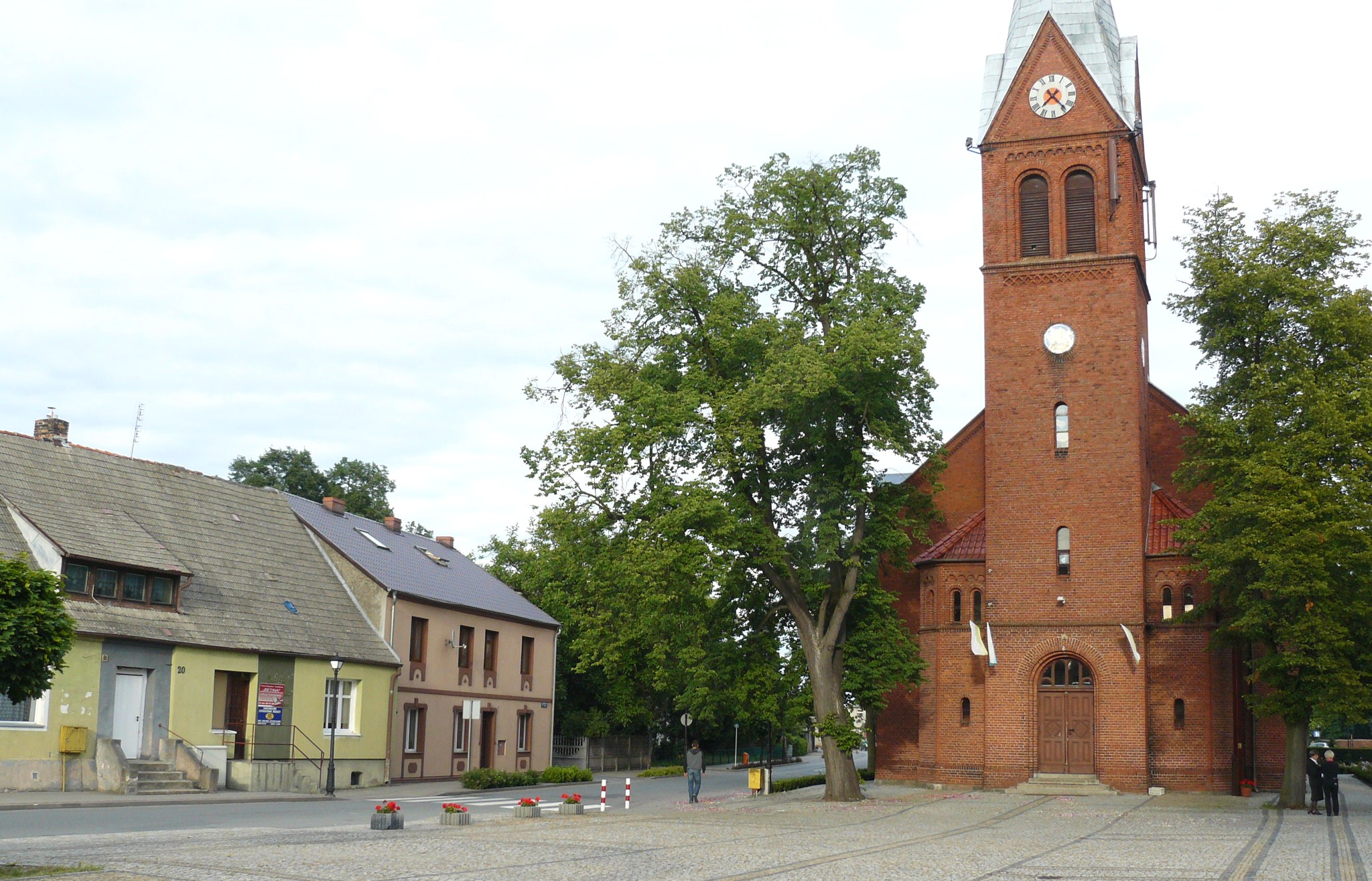
Kirchplatz

In älterer Zeit war Budsin eine königliche Stadt; dies folgt aus einer Urkunde von 1458, aus der hervorgeht, dass König Kasimir II. der Jagiellone auf sie eine Schuld aufnahm. Ältere Urkunden der Ortschaft gingen bei einem Brandunglück verloren.

### Frühe Neuzeit
König Władysław IV. ersetzte der Stadt am 26. August 1641 in Warschau die verlorengegangenen Freibriefe und bestimmte, dass das gleiche Bürgerrecht (jus civile) wie in anderen Städten gelten solle und dass fortan statt des bisherigen polnischen Stadtrechts das deutsche Magdeburger Recht anzuwenden sei; alle letzterem  zuwiderstehenden polnischen Gesetze und Bräuche erklärte er für abgeschafft. Demgemäß sollte  nicht mehr der Kastellan oder ein anderer Beamter über die Bürger Gericht halten,  sondern die Rechtsprechung über sie von städtischen Richtern wahrgenommen werden. Die städtischen Richter sollten dem König oder Starosten  unterworfen sein, jedoch ebenfalls auf der Grundlage Magdeburger Rechts. Die Bürgerschaft sollte jedes Jahr vier Kandidaten für das Amt des Bürgermeisters nominieren, aus denen der Starost den Bürgermeister zu ernennen hatte. Auf gleiche Weise sollte bei der Ernennung der städtischen Richter verfahren werden. Die Handwerker-Innungen sollten gleiche Rechte genießen wie in Rogasen, dem Sitz des Starosten. Am 22. November 1722 erteilte König August II. der Starke der Stadt einen Freibrief über die Märkte, das Holzrecht, das Brauereiwesen und die Branntweinbrennerei. Die Stadt hatte eine katholische Kirche.
1773 kam Budsin zu Preußen. Der Ort befand sich zur Zeit der Inbesitznahme in keinem guten  Zustand und bestand  nur aus wenigen, mit Stroh gedeckten Häusern sowie der Kirche.  Die Dorfbewohner waren Polen und ernährten sich größtenteils vom Ackerbau. Um die wirtschaftliche Lage der Stadt zu verbessern, wurden hier unter der Regierung Friedrichs des Großen ausländische Tuchmacher-Kolonistenfamilien angesiedelt, denen Neubauten zur Verfügung gestellt wurden, die sie geschenkt bekamen; im Jahr 1782  wurden hier fünfzehn Häuser auf Staatskosten errichtet und den Kolonistenfamilien übergeben. Von 1774 bis 1783 wurden  49 ausländische Familien angesiedelt, die aus 158 Personen bestanden.
Bis auf die ausländischen Kolonisten, die evangelisch waren, waren die Bewohner katholisch. Die Katholiken benutzten die vorhandene Kirche; die Evangelischen hatten vorläufig eine Betstube in einem Privathaus; später bekamen sie ebenfalls eine eigene Kirche.

### 19., 20. und 21. Jahrhundert
1894 hatte die Stadt einen Bahnhof der Linie Posen – Neustettin.
Bis zum Ende des Ersten Weltkriegs gehörte die  Stadt Budsin  zum Kreis Kolmar i. Posen in der preußischen Provinz Posen. Nach Kriegsende fiel Budsin aufgrund der Bestimmungen des Versailler Vertrags 1920 an die Zweite Polnische Republik. 
Zu Beginn des Zweiten Weltkriegs von der Wehrmacht erobert, befand sich Budsin von 1939 bis 1945 im Regierungsbezirk Posen des Reichsgaus Wartheland. Ab Ende August 1942 wurde in Budsin das SS-Arbeitslager Budzyń eingerichtet, in dem 500 Juden aus benachbarten Orten zur Arbeit beim Rüstungskonzern Heinkel zusammengezogen waren. Nach dem Warschauer Aufstand kamen weitere 800 Juden hinzu. Mitte 1943 hatte das Lager 3000 Insassen, darunter auch deutsche Juden. Kranke und Arbeitsuntaugliche wurden ausgesondert und in den Vernichtungslagern Belzec oder Majdanek getötet.
Im Januar 1945 eroberte die Rote Armee Budsin, was die Rückkehr der Stadt zu Polen bedeutete. Soweit die deutschen Bewohner nicht vor Kriegsende vor der näherrückendenFront geflohen waren, wurden sie in der Folgezeit vertrieben. Das Stadtrecht war Budzyń 1934 entzogen worden. Zum 1. Januar 2021 bekam es die Ortschaft zurück.

### Demographie
| Jahr | Einwohnerzahl | Anmerkungen |
| ---- | ------------- | --- |
| 1783 | 0766          | in 111 Häusern (meist mit Strohdächern), bis auf die angeworbenen Kolonisten größtenteils Polen katholischen Glaubens                                                               |
| 1788 | 0827          | [ 2 ] |
| 1802 | 0880          | [ 6 ] |
| 1816 | 0968          | darunter 694 Evangelische, 232 Katholiken und 42 Juden; nach anderen Angaben 992 Einwohner, davon 270 Evangelische, 662 Katholiken, 60 Juden                                        |
| 1821 | 1134          | in 145 Privatwohnhäusern |
| 1826 |               | in Häusern |
| 1843 | 1592          | [ 2 ] |
| 1861 | 1820          | [ 2 ] |
| 1867 | 1880          | am 3. Dezember |
| 1871 | 1881          | darunter 670 Evangelische, 1010 Katholiken, 200 Juden (780 Polen); nach anderen Angaben 1878 Einwohner, darunter 651 Evangelische, 1050 Katholiken, 23 sonstige Christen, 154 Juden |
| 1885 | 1973          | [ 4 ] |
| 1900 | 2018          | meist Katholiken |
| 1910 | 2022          | am 1. Dezember, davon 1122 mit deutscher Muttersprache (829 Evangelische, 198 Katholiken, 33 sonstige Christen und 62 Juden) und 896 mit polnischer Muttersprache (alle Katholiken) |

## Gemeinde
Zur Stadt-und-Land-Gemeinde Budzyń gehören 13 Dörfer (deutsche Namen, amtlich bis 1945) mit einem Schulzenamt:
| - Brzekiniec (Braknitz) - Budzyń (Budsin) - Bukowiec (Gramsdorf) - Dziewoklucz (Zbyszewice, 1943–1945 Siebenschlößchen) - Grabówka (Segenfelde) - Kąkolewice (Kunkolewo, 1943–1945 Eichhöfen) - Nowe Brzeźno (Neu Briesen) | - Ostrówki (Bismarcksruhm) - Podstolice (Podstolitz, 1943–1945 Unterwalden) - Prosna (Prosnau, 1943–1945 Prossen) - Sokołowo Budzyńskie (Jankendorf) - Wyszynki - Wyszyny (Wischin) |

Weitere Ortschaften der Gemeinde sind Niewiemko, Nowawieś Wyszyńska (Neubuden) und Popielno.

## Persönlichkeiten
- Wanda Kallenbach (1902–1944), Opfer der NS-Justiz; geboren in Jankendorf
- Egon Wolff (1910–1991), brasilianischer jüdischer Historiker